# سیارک ۱۱۷۸۱
سیارک ۱۱۷۸۱ (به انگلیسی: 11781 Alexroberts، نامگذاری:1966PL) یازده هزار و هفتصد و هشتاد و یکمین سیارک کشف شده‌است که در ۷ اوت ۱۹۶۶ کشف شد.